# Макаров, Сергей Васильевич (футболист)
Серге́й Васи́льевич Мака́ров (род. 3 октября 1996, Некрасовка, Хабаровский край) — российский футболист, полузащитник «Ротора». Мастер спорта России (2013), победитель юношеского чемпионата Европы 2013 года.

## Биография
Родился в селе Некрасовка Хабаровского края. Отец — футболист, выступал за хабаровский «Локомотив», однако после серьёзной травмы был вынужден завершить карьеру. Мать — профессиональная пианистка. Двоюродный брат также футболист.

### Клубная карьера
Воспитанник дальневосточного футбола. Начинал заниматься с пяти лет под руководством отца. Затем попал в футбольную секцию «Коловрат» в родном селе Некрасовка. Проведя в ней пять лет, получил приглашение от главной команды края — «СКА-Энергии», где его первым тренером стал Александр Андреевич Кулага. Выступая в 2009 году вместе с хабаровской командой на турнире Детской футбольной лиги «Бесков и его команда» попал в поле зрения селекционной службы московского «Локомотива», после чего получил приглашение от клуба. В академии «железнодорожников» был зачислен в команду 1996-го рождения, которой руководил тренер Николай Ульянов. С начала 2013 года стал привлекаться Сергеем Полстяновым к тренировкам молодёжного состава, продолжая при этом выступать за команду своего возраста в Первенстве Москвы. 12 апреля Макаров дебютировал в молодёжном первенстве России. В домашней встрече 24-го тура с «Зенитом» появился на поле на 76-й минуте вместо автора первого гола Александра Ломакина. Игра завершилась со счётом 4:2 в пользу «Локомотива». 22 марта 2014 года был впервые включён в заявку первой команды на матч РФПЛ против «Урала». В 2016 году был отправлен в аренду в клуб «Минск», где в течение сезона выступал за основной состав.
Летом 2017 был отдан в аренду в кипрский «Анортосис», однако в официальных матчах не участвовал. В январе 2018 перешёл в клуб-аутсайдер российской премьер-лиги «СКА-Хабаровск», за который дебютировал 11 марта в гостевом матче против «Спартака» (0:1).
В январе 2019 года перешел в белорусский футбольный клуб «Ислочь».
После ухода из «Ислочи» выступал за «Ротор» и за «Акрон». 4 июня 2024 года покинул «Акрон» из-за окончания контракта.
18 июня 2024 года подписал двухлетний контракт с владикавказской «Аланией». В январе 2025 года досрочно расторг контракт по соглашению сторон и вернулся в «Ротор».

### Карьера в сборной
За юношескую сборную России, составленную из игроков 1996 года рождения начал выступать с 2011 года, когда в четырёх товарищеских матчах забил один мяч. В 2012 году в её составе принимал участие в международном турнире «Монтегю». В официальных встречах под эгидой УЕФА Макаров впервые сыграл в отборочном раунде. На этой стадии россияне вначале крупно уступили сверстникам из Чехии, а затем переиграли Данию и разгромили Черногорию. Благодаря этому сборная России смогла попасть в элитный раунд отбора. Макаров принял участие во всех трёх отборочных играх. В финальном турнире сыграл во всех поединках без замен. Полуфинальная встреча со сборной Швеции завершилась нулевой ничьей, а судьба поединка и путёвки в финал решилась в серии послематчевых пенальти, которая завершилась со счётом 10:9 в пользу россиян. Макаров свой удар реализовал. Финальная встреча с Италией также завершилась «сухой» ничьей, а в серии пенальти российская сборная одержала верх 5:4. Сергей Макаров забил решающий одиннадцатиметровый удар, который принёс сборной России победу на юношеском чемпионате Европы.

## Достижения
Акрон (Тольятти)
- Бронзовый призёр Первой лиги России: 2023/24

Сборная России
- Победитель юношеского чемпионата Европы: 2013
- Серебряный призёр юношеского чемпионата Европы (до 19 лет): 2015